# Casablanca

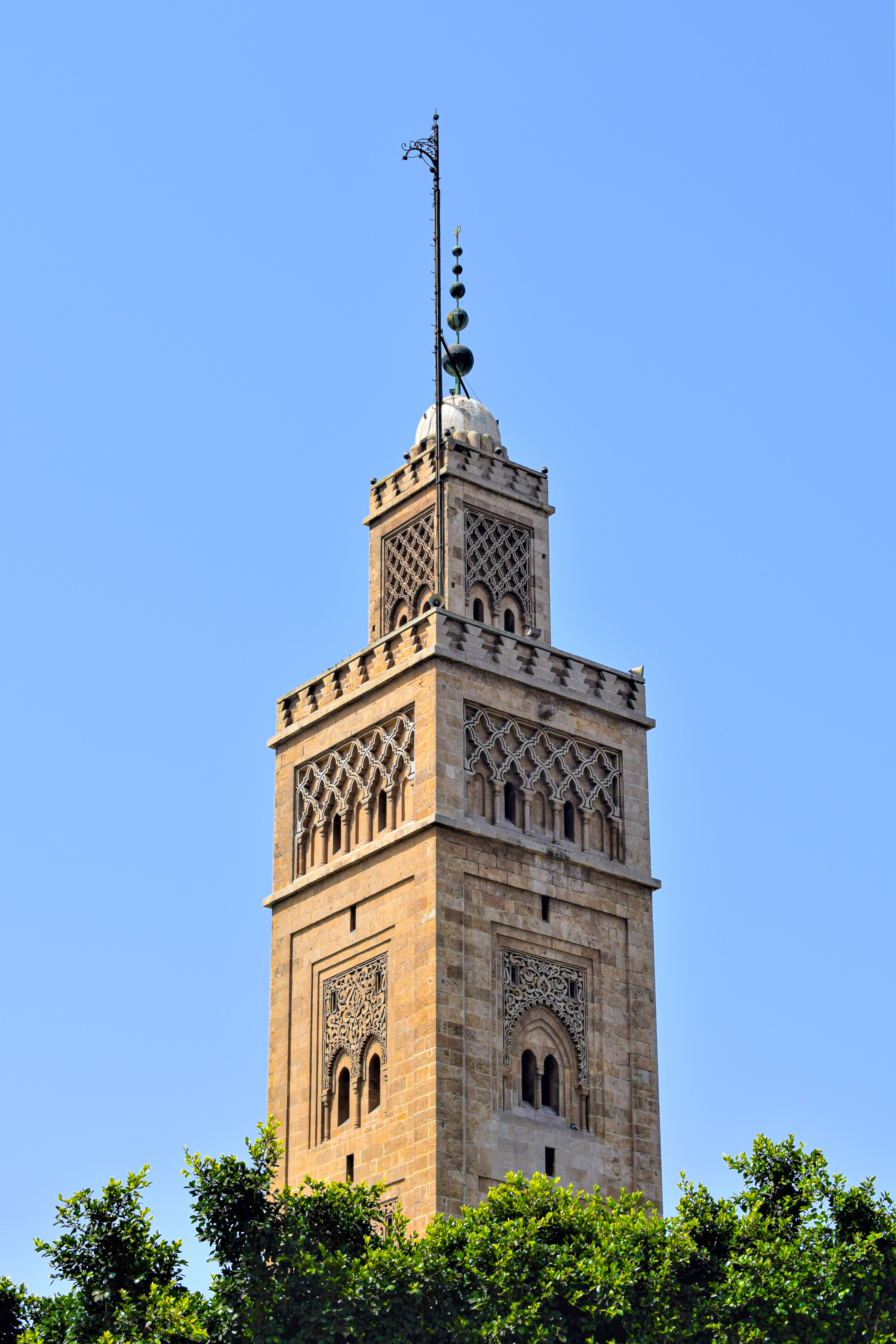
Minarete de la Mezquita de Habous

Casablanca (en árabe: الدار البيضاء‎ al-Dār al-Baīḍā, en lenguas bereberes: ⴰⵏⴼⴰ Anfa) es una ciudad en el oeste de Marruecos, capital de la región del Casablanca-Settat. Está situada en la costa del océano Atlántico, 80 km al sur de Rabat, la capital administrativa. Es la mayor ciudad de Marruecos, así como su principal puerto. En el censo de 2014 registró una población de 4 270 750 habitantes. Está considerada el centro económico y comercial de Marruecos, mientras que la capital política es la ciudad de Rabat. 
Casablanca acoge la sede y las principales instalaciones industriales marroquíes, así como de empresas internacionales con sede en Marruecos. Las estadísticas industriales muestran que Casablanca mantiene su posición histórica como la principal zona industrial del país. El puerto de Casablanca es uno de los puertos artificiales más grandes del mundo y el puerto más grande del norte de África También es la base primaria naval para la Marina Real Marroquí.
La ciudad tiene un patrimonio arquitectónico moderno importante, debido a la diversidad arquitectónica que experimentó durante el siglo XX.

## Origen del nombre
Casablanca debe su denominación al hecho de que, antiguamente, los marinos portugueses que costeaban este lugar lo identificaban por una pequeña casa blanca situada sobre la colina de Anfa, «a casa branca». Que el topónimo actual, Casablanca en la mayoría de idiomas, esté en español, parece deberse al período en que ambas coronas estuvieron unidas. Habitual y coloquialmente los lugareños llaman Casa a la ciudad.
Anfa es el nombre original autóctono y significa "colina" en lengua bereber. Este nombre se emplea ahora para referirse a los barrios antiguos de la ciudad histórica.

## Historia

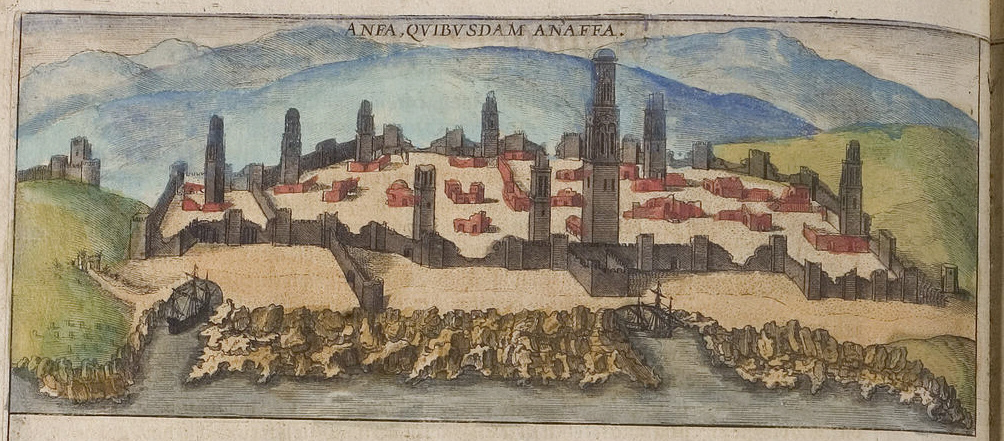
Casablanca en 1572, cuando todavía se conocía como Anfa.

### Anfa o Anafé
El nombre Anfa se encuentra en textos del siglo XI, lo que remonta su fundación (por los zenetas) a esa época. León el Africano la menciona igualmente como una pequeña ciudad en el siglo XV. 
En 1515 los portugueses construyeron una pequeña fortaleza (Anafé), destruida y abandonada en 1755 tras el terremoto de Lisboa. 
En 1770 el sultán Mohámed Ben Abadía decide reconstruir este lugar para preservarlo de un desembarque de portugueses que acababan de perder la ciudad de Mazagán (El Jadida),  "Casa blanca" (traducido "Dar El Beida" en árabe). El sultán la dota también de una mezquita, de una madraza y de un hammam.
A partir del siglo XIX, la ciudad se desarrolla gracias al auge de la industria textil, que la sitúa como una de las grandes productoras de lana. En 1860, cuenta con cuatro mil habitantes y nueve mil habitantes al final de los años 1880. La ciudad decide entonces construir un puerto moderno, con ayuda de Francia y destrona a Tánger como primer puerto marroquí a partir de 1906. La población será en 1921 de ciento diez mil habitantes.

### Protectorado francés

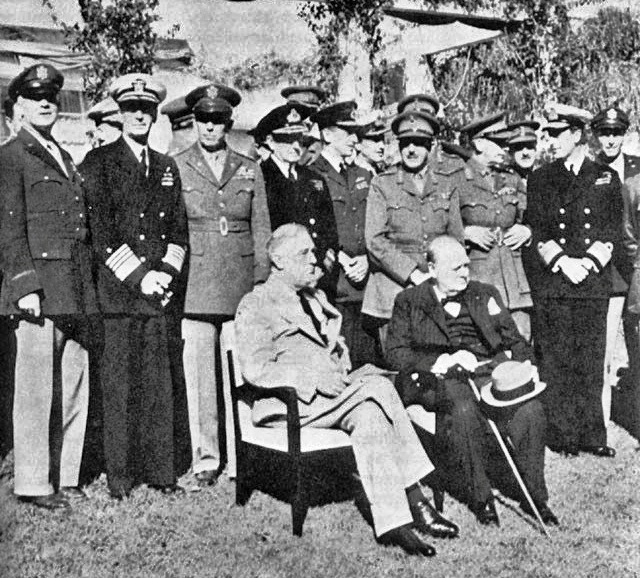
Roosevelt y Churchill en la conferencia de Casablanca.

En junio de 1907 los franceses desarrollan la red ferroviaria cerca del puerto, pero esta última pasaba a través de un cementerio musulmán, lo que provocó disturbios entre los trabajadores franceses y los residentes. Ante el asesinato de europeos, por las tribus de Shauía, Francia envía tropas para restablecer el orden y toma control de la ciudad con el bombardeo de agosto de 1907. La inestabilidad política lleva a Mulay Yúsuf a acordar el establecimiento del protectorado francés de Marruecos en 1912 y el 13 de septiembre de 1913, dentro de la campaña de pacificación de Marruecos, se produce el desembarco francés en Casablanca apoyado por la aviación francesa.
Durante los años 1940 y los años 1950 tuvieron lugar varios disturbios antiocupación, entre ellos, un atentado en el mercado central de Casablanca en el día de la Navidad en 1953 (dieciocho muertos).
El puerto de Casablanca es considerado el principal puerto de Marruecos desde 1920, también se convirtió en la primera parada de las líneas aéreas Latécoère que conecta Toulouse a Dakar. El minador Plutón estalla en la ciudad portuaria de 13 de septiembre de 1939, destruyendo el barco y matando a ciento ochenta y seis personas.
La ciudad también fue un puerto estratégico durante la Segunda Guerra Mundial, cuando fue sede de la Conferencia de Casablanca (cumbre anglo-norteamericana). La conferencia se celebró en el hotel Anfa, del 14 al 24 de enero de 1943. Esta conferencia es a veces llamada conferencia de Anfa, debido a la ubicación del hotel en el que tuvo lugar. Las decisiones tomadas en la conferencia fueron sobre la invasión de Sicilia (operación Husky), así como a proporcionar ayuda material a la URSS. Otro objetivo era conciliar el general De Gaulle y Henri Giraud.

### Historia contemporánea
El 2 de marzo de 1956, cuando Francia reconoce la independencia de Marruecos, la ciudad desarrolla la industria y se convierte en un polo económico del país.
Existen numerosos planes y proyectos para el desarrollo futuro de la ciudad. Entre estos proyectos hay algunos destinados a la erradicación de los barrios marginales, la construcción de un buen sistema de transporte (incluyendo un sistema de metro) y la ampliación de la red de carreteras.
La historia reciente de la ciudad está marcada por una serie de atentados islamistas. Entre los más mortales fueron los de mayo de 2003, que provocaron cuarenta y cinco muertos y un centenar de heridos. En 2007 una serie de atentados-suicidas golpean de nuevo a Casablanca provocando una víctima mortal (un policía) y varios heridos.

## Geografía y urbanización

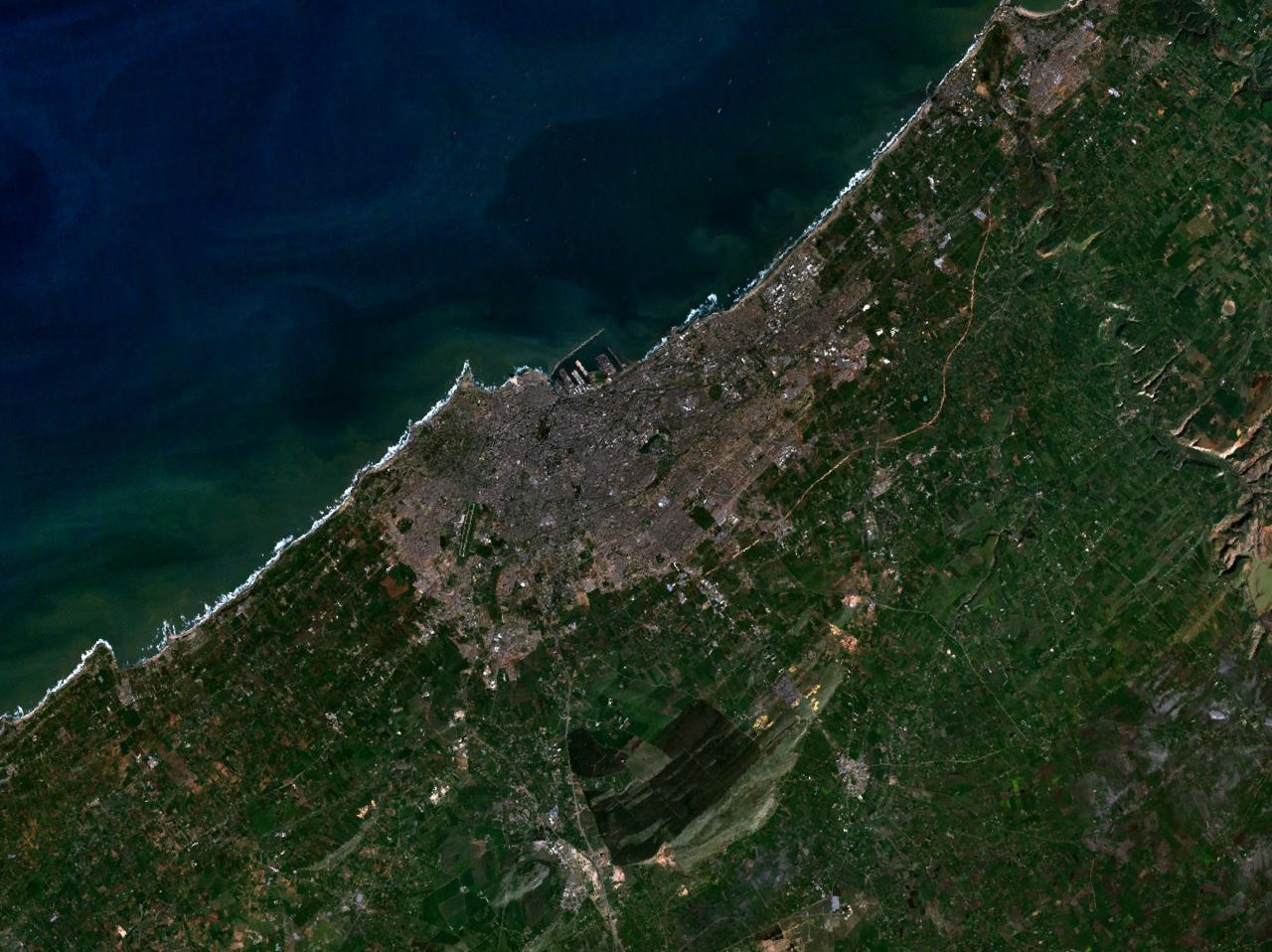
Vista aérea

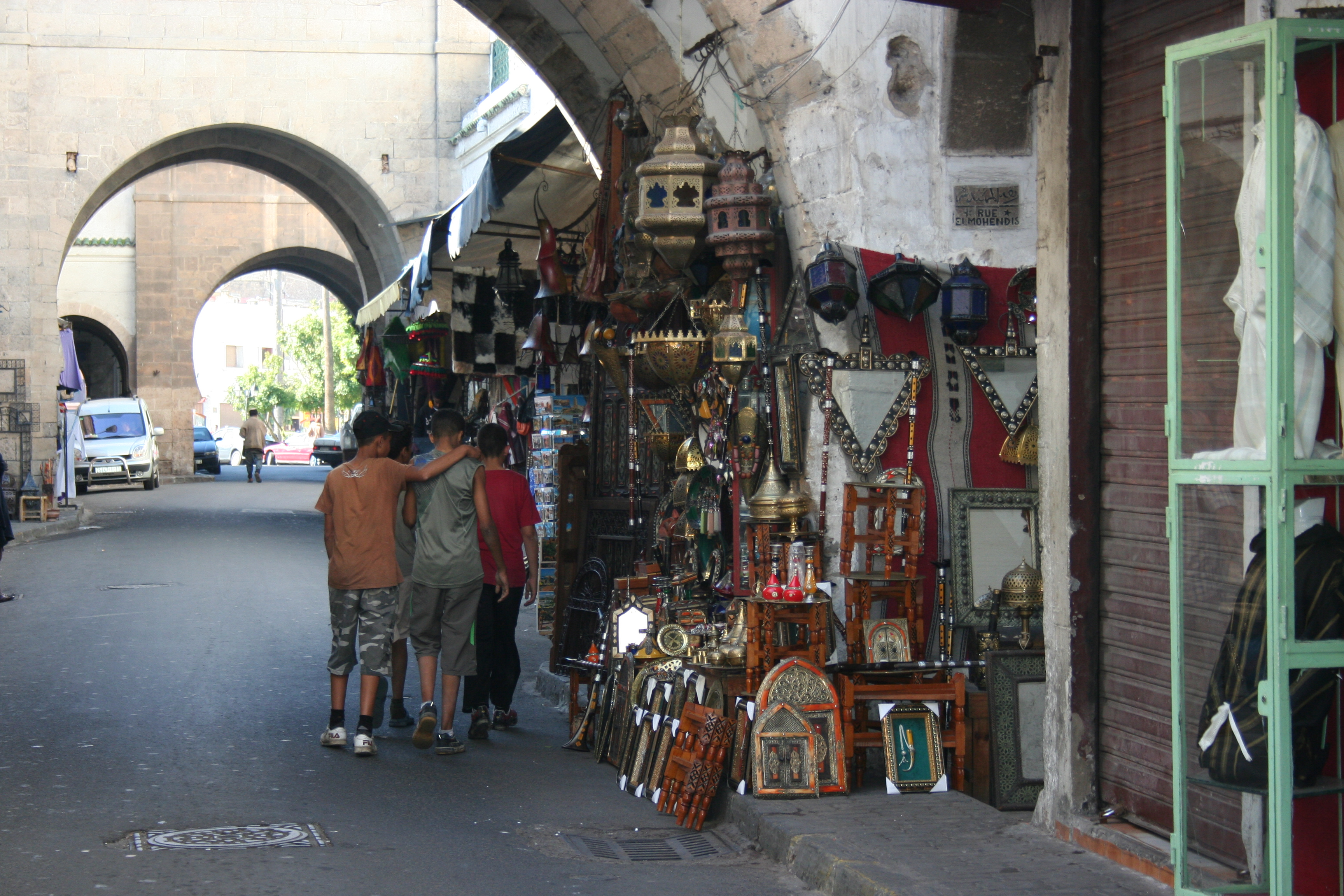
Bazar marroquí en Habous.

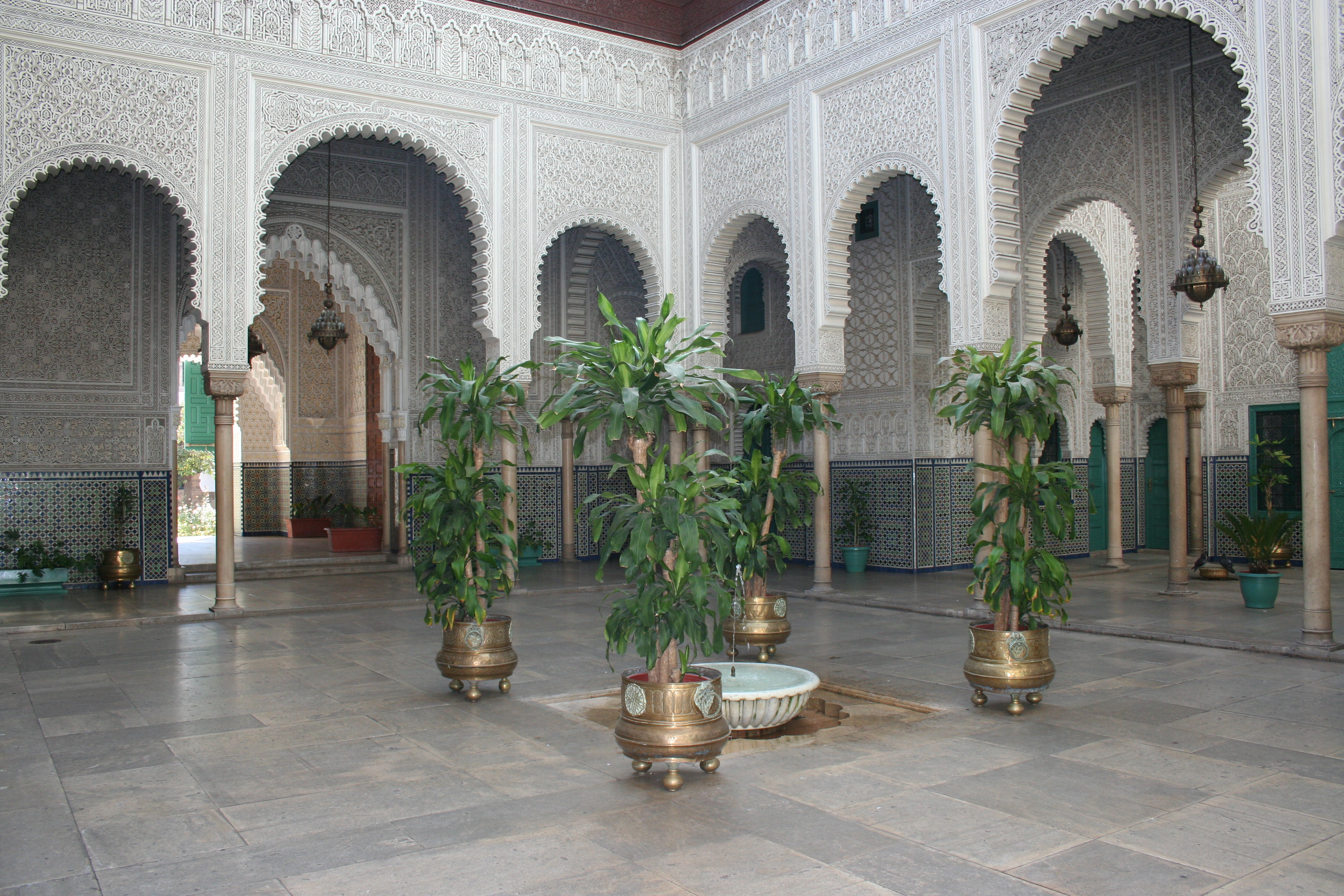
Patio del Mahkama Pacha.

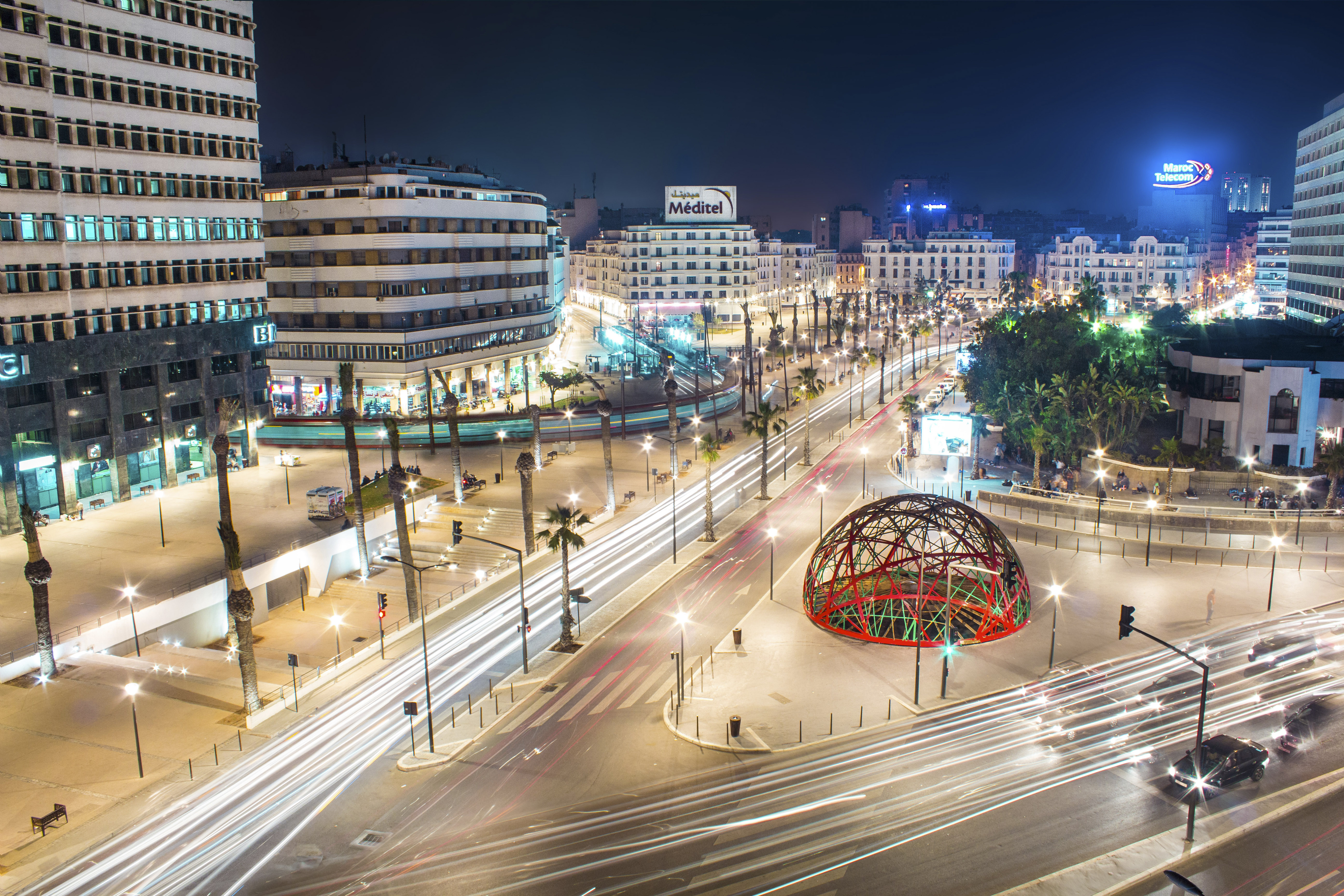
Plaza de las Naciones Unidas

La metrópoli está delimitada por el océano al oeste, pero se extiende cada vez más al norte, al este y al sur. Sufre también de una aglomeración de barrios de chabolas en su periferia, fenómeno que el gobierno está intentando eliminar totalmente desde 2012.
La urbanización y la arquitectura están marcadas por diferentes estilos, que van desde el neo-morisco al art decó, ya que fue durante muchos decenios una «ciudad laboratorio» de los grandes arquitectos del mundo. Por otra parte, la ciudad ha sido testigo de grandes proyectos, como la mezquita Hassan II, la Marina de Casablanca y el «Twin Center» y atrae cada vez más a los inversores inmobiliarios.[cita requerida]

## Divisiones administrativas
Casablanca es una comuna que forma parte de la región de Casablanca-Settat. La ciudad está dividida en ocho distritos o prefecturas, que se dividen en dieciséis subdivisiones propias o barrios y un municipio. Los ocho distritos son los siguientes:
1. Aïn Chock (عين الشق).
2. Aïn Sebaâ - Hay Mohammadi (عين السبع - الحي المحمدي).
3. Anfa (أنفا).
4. Ben M'Sick (بن مسيك).
5. Sidi Bernoussi (سيدي برنوصي).
6. Al Fida - Mers Sultan (الفداء - مرس السلطان).
7. Hay Hassani (الحي الحسني).
8. Moulay Rachid (مولاي رشيد).

### Barrios
- 2 Mars
- Ain Sebaa
- Belvédère
- Bouchentouf
- Bourgogne
- Californie
- Centre Ville
- Derb Gallef
- Derb Sultan Al Fida
- Derb TAZI
- El Hank
- El Hay El Mohammadi
- Gauthier
- Habous
- Hay Dakhla  ("Derb Lihoudi")
- Hay Farah
- Hay El Hana
- Hay Moulay Rachid
- La Colline
- La Gironde
- Laimoun  (Hay Hassani)
- Lissasfa
- Maârif
- Méchouar[11]
- Old Madina (Mdina Qdima)
- Mers Sultan
- Nassim
- Oasis
- Oulfa
- Polo
- Racine
- Riviera
- Roches Noires
- Salmia II
- Sbaata
- Sidi Bernoussi
- Sidi Maarouf
- Sidi Moumen
- Sidi Othman

## Demografía
Según el censo de septiembre de 2014, la población de Casablanca es de unos 7.950.805 habitantes. La región de Gran Casablanca, incluyendo las ciudades de Mohammédia, Ain Harrouda en las provincias de Mediuna y Nouaceur, componen una población de 7 millones de habitantes  (2004).
| Gran Casablanca          | 3.126.785 | 3.728.824 |
| Prefectura de Casablanca | 2.717.125 | 2.949.805 |
| Prefectura de Mohammédia | 257.001   | 322.286   |
| Provincia de Nouaceur    | 90.050    | 236.119   |
| Provincia de Mediuna     | 62.609    | 122.851   |
| Fuente: censo de 2004    |           |           |

## Economía
Casablanca es la fuerza líder en el desarrollo económico de Marruecos y representa el nodo clave de las negociaciones económicas para la región africana-europea, es con mucho el centro industrial de Marruecos, con más de la mitad de las fábricas, la inversión y operaciones de comercio del país. La mitad de todas las transacciones de banca comercial de Marruecos se producen en Casablanca. Sin embargo, la vena de la economía de la ciudad se encuentra en la industria de la exportación de fosfatos, para el cual es uno de los principales puertos del mundo, así como el centro administrativo de su comercio. Las cifras publicadas en 2010 por la previsión financiera y la división de investigación de Marruecos confirman que las disparidades entre las regiones se destacan cuando se trata de PIB per cápita en los ingresos.
La región de Gran Casablanca es considerada como la locomotora del desarrollo de la economía marroquí. Atrae a un 32% de las unidades de producción del país y el 56% de mano de obra industrial. La región utiliza un 30% de la producción nacional de electricidad. Con 93 mil millones de dírhams, la región contribuye con el 44% de la producción industrial del Reino. 33% de las exportaciones industriales nacionales, 27 mil millones de dírhams, lo cual es comparable a 3,6 mil millones de dólares, provienen de la Gran Casablanca. 30% de la red bancaria marroquí se concentra en Casablanca. Una de las exportaciones más importantes de la ciudad es el fosfato. Otras industrias son la pesca, conservas de pescado, aserraderos, fabricación de muebles, materiales de construcción, vidrio, textiles, electrónica, alimentos procesados, cerveza, licores, bebidas no alcohólicas y cigarrillos. 
La actividad de los puertos marítimos de Casablanca y Mohammedia representan el 50% de los flujos comerciales internacionales de Marruecos.

### Bolsa
La Bolsa de Casablanca (BVC) es el mercado oficial de acciones en Marruecos. Fue fundada el 7 de noviembre de 1929 con el nombre de Office de compensation des Valeurs Mobilières. La Bolsa de Casablanca ha sufrido tres reformas sucesivas: la primera en 1967, la segunda en 1986 y la tercera y última en 1993. Se trata de una de las bolsas más dinámicas de África y es la primera del Magreb, la tercera del continente tras las de Johannesburgo, en Sudáfrica, y El Cairo, en Egipto, y del mundo árabe tras la de Riad, en Arabia Saudita, y la de El Cairo, con una capitalización de 90 000 millones de dólares estadounidenses. En la Bolsa de Casablanca cotizan 77 sociedades y es propiedad de diecisiete sociedades bursátiles.

## Transporte

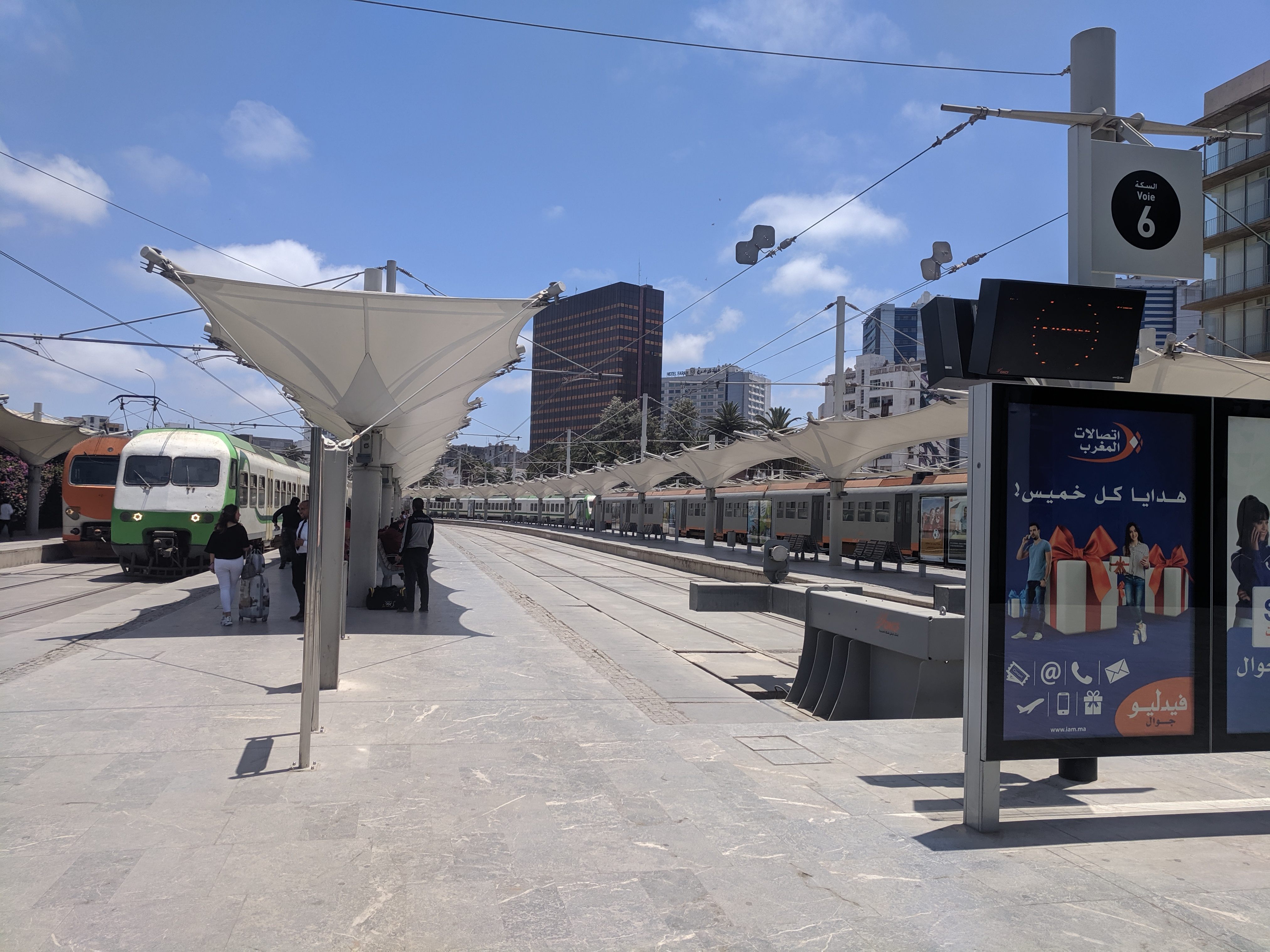

La ciudad es notoria por su circulación caótica y por la congestión de sus arterias y bulevares principales. El transporte colectivo (servido principalmente por autobuses urbanos y taxis) representa el 14%, contra 18% en 1976, problema imputado a las autoridades locales que no tenían una política destinada a combatir el crecimiento vertiginoso y desorganizado de la ciudad. 
El Plan de Transporte Urbano, finalizado en 2006, prevé, en el marco del Proyecto Casa 2010, la creación de una línea de metro de 30 km, de tres líneas de tranvía y de una línea de trenes de cercanías.

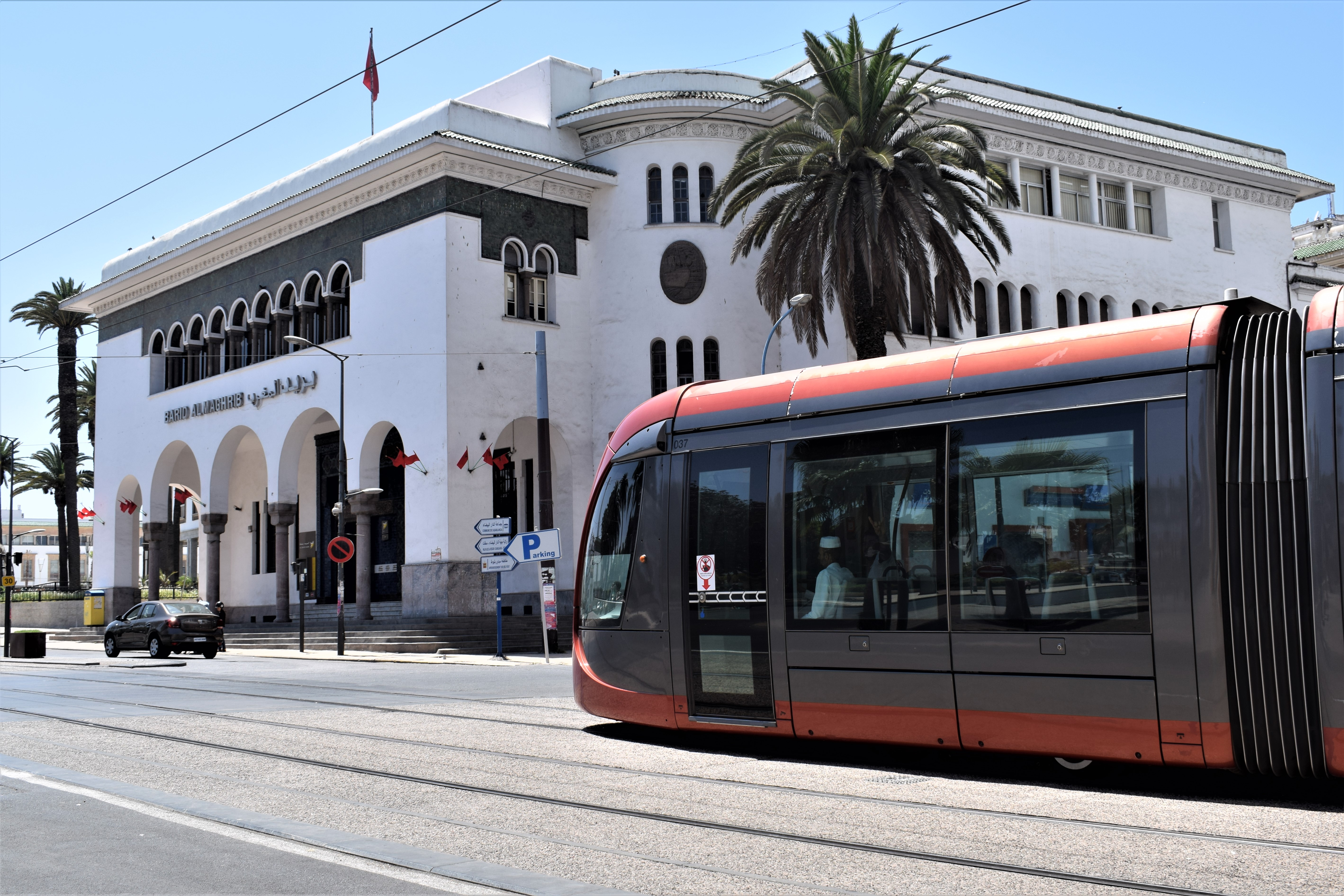
Tranvía de Casablanca.

Casablanca está también comunicada por Al Bidaoui, un tren ferroviario de cercanías con siete estaciones. 
Un TNR (Tren “Navette” rápido) comunica igualmente los suburbios de Aïn Sebaa, Zenata, Mohammedia y Bouznika a partir de Sidi Maarouf, Bouskoura y Berrechid. Casablanca está comunicada por el aeropuerto más importante del Magreb, el aeropuerto Internacional Mohammed V – Nouasseur, situado a 30 km del centro de la ciudad. Servido por cuarenta y cinco compañías aéreas y comunicado con setenta destinos internacionales, por el aeropuerto pasaron cinco millones de viajeros en 2006. Una nueva terminal permitió aumentar la capacidad del aeropuerto a once millones de pasajeros a partir de 2007.

### Taxis
En el área metropolitana de Casablanca los taxis son un medio de transporte público. El parque de taxis cuenta con unos quince mil vehículos en total, que transportan cerca de 1,2 millones de pasajeros cada día.
Hay dos tipos de taxis:
- Los «taxis rojos», llamados taxis pequeños, que son usados como medio de transporte para los trayectos en el interior del perímetro urbano. Aceptan hasta tres pasajeros al mismo tiempo. Son los únicos que cuentan con taxímetro y el precio mínimo por trayecto es de 7,50 dírhams. Los taxis rojos circulan permanentemente en la ciudad y forman una parte importante del tráfico en Casablanca.
- Los «taxis blancos», llamados también taxis grandes; son los que circulan siguiendo unas rutas fijas que unen el centro de la ciudad con las zonas periféricas. Tienen una capacidad para seis pasajeros, además del conductor (siete ocupantes en total). Pueden tener esta capacidad al haberse añadido un asiento entre el conductor y el asiento del acompañante. Algunos taxis grandes hacen también trayectos interurbanos. Desde hace dos años, el país adoptó una serie de nuevos vehículos-taxis, fabricados en Tánger, por Dacia (automóvil). Estos son más cómodos que los antiguos Mercedes-Benz; sin embargo, estos también tienen la capacidad de albergar hasta seis pasajeros, además del conductor.

## Clima
Casablanca tiene un clima mediterráneo (Csa según la clasificación climática de Köppen) fuertemente influenciado por las corrientes frías del océano Atlántico, que tiende a moderar las oscilaciones de temperatura y producir un clima muy suave con poca variación estacional de la temperatura y la falta de calor y fríos extremos. Su ubicación en el borde del océano Atlántico ofrece inviernos suaves y veranos relativamente húmedos y templados, pero sin precipitación. 
La temperatura media anual es de 18,88 °C, tiene un promedio anual de setenta y dos días con precipitaciones significativas, lo que equivale a 375 mm por año. La mayor cantidad de lluvia registrada en un solo día es de 178 mm (30 de noviembre de 2010).
La temperatura más baja jamás registrada fue de -2,7 °C, mientras que la más alta fue de 40,5 °C.
| Parámetros climáticos promedio de Casablanca, Marruecos | Parámetros climáticos promedio de Casablanca, Marruecos | Parámetros climáticos promedio de Casablanca, Marruecos | Parámetros climáticos promedio de Casablanca, Marruecos | Parámetros climáticos promedio de Casablanca, Marruecos | Parámetros climáticos promedio de Casablanca, Marruecos | Parámetros climáticos promedio de Casablanca, Marruecos | Parámetros climáticos promedio de Casablanca, Marruecos | Parámetros climáticos promedio de Casablanca, Marruecos | Parámetros climáticos promedio de Casablanca, Marruecos | Parámetros climáticos promedio de Casablanca, Marruecos | Parámetros climáticos promedio de Casablanca, Marruecos | Parámetros climáticos promedio de Casablanca, Marruecos | Parámetros climáticos promedio de Casablanca, Marruecos |
| Mes                                                     | Ene.                                                    | Feb.                                                    | Mar.                                                    | Abr.                                                    | May.                                                    | Jun.                                                    | Jul.                                                    | Ago.                                                    | Sep.                                                    | Oct.                                                    | Nov.                                                    | Dic.                                                    | Anual                                                   |
| ------------------------------------------------------- | ------------------------------------------------------- | ------------------------------------------------------- | ------------------------------------------------------- | ------------------------------------------------------- | ------------------------------------------------------- | ------------------------------------------------------- | ------------------------------------------------------- | ------------------------------------------------------- | ------------------------------------------------------- | ------------------------------------------------------- | ------------------------------------------------------- | ------------------------------------------------------- | ------------------------------------------------------- |
| Temp. máx. abs. (°C)                                    | 31.1                                                    | 29.4                                                    | 32.2                                                    | 32.8                                                    | 36.6                                                    | 37.5                                                    | 40.1                                                    | 39.0                                                    | 40.5                                                    | 37.8                                                    | 34.7                                                    | 30.3                                                    | 40.5                                                    |
| Temp. máx. media (°C)                                   | 17.3                                                    | 18.0                                                    | 19.6                                                    | 20.2                                                    | 21.9                                                    | 24.1                                                    | 25.8                                                    | 26.3                                                    | 25.7                                                    | 23.8                                                    | 20.9                                                    | 18.7                                                    | 21.9                                                    |
| Temp. media (°C)                                        | 12.6                                                    | 13.7                                                    | 15.3                                                    | 16.5                                                    | 18.5                                                    | 20.9                                                    | 22.7                                                    | 23.2                                                    | 22.3                                                    | 19.8                                                    | 16.5                                                    | 14.2                                                    | 18.0                                                    |
| Temp. mín. media (°C)                                   | 9.2                                                     | 10.4                                                    | 11.8                                                    | 13.2                                                    | 15.6                                                    | 18.7                                                    | 20.5                                                    | 20.9                                                    | 19.7                                                    | 16.8                                                    | 13.3                                                    | 11.1                                                    | 15.1                                                    |
| Temp. mín. abs. (°C)                                    | -1.5                                                    | -0.5                                                    | 2.7                                                     | 5.0                                                     | 7.4                                                     | 10.0                                                    | 13.0                                                    | 13.0                                                    | 10.0                                                    | 7.0                                                     | 4.6                                                     | -2.7                                                    | -2.7                                                    |
| Lluvias (mm)                                            | 63                                                      | 45                                                      | 33                                                      | 34                                                      | 15                                                      | 3                                                       | 1                                                       | 1                                                       | 9                                                       | 37                                                      | 66                                                      | 70                                                      | 375                                                     |
| Días de lluvias (≥ 1 mm)                                | 9                                                       | 9                                                       | 7                                                       | 8                                                       | 6                                                       | 2                                                       | 1                                                       | 1                                                       | 3                                                       | 7                                                       | 9                                                       | 11                                                      | 72                                                      |
| Horas de sol                                            | 189.1                                                   | 189.2                                                   | 241.8                                                   | 261.0                                                   | 294.5                                                   | 285.0                                                   | 303.8                                                   | 294.5                                                   | 258.0                                                   | 235.6                                                   | 192.0                                                   | 182.9                                                   | 2927.4                                                  |
| Fuente n.º 1: Pogoda.ru.net                             |                                                         |                                                         |                                                         |                                                         |                                                         |                                                         |                                                         |                                                         |                                                         |                                                         |                                                         |                                                         |                                                         |
| Fuente n.º 2: Hong Kong Observatory                     |                                                         |                                                         |                                                         |                                                         |                                                         |                                                         |                                                         |                                                         |                                                         |                                                         |                                                         |                                                         |                                                         |

## Lugares de interés
- Mezquita Hassan II

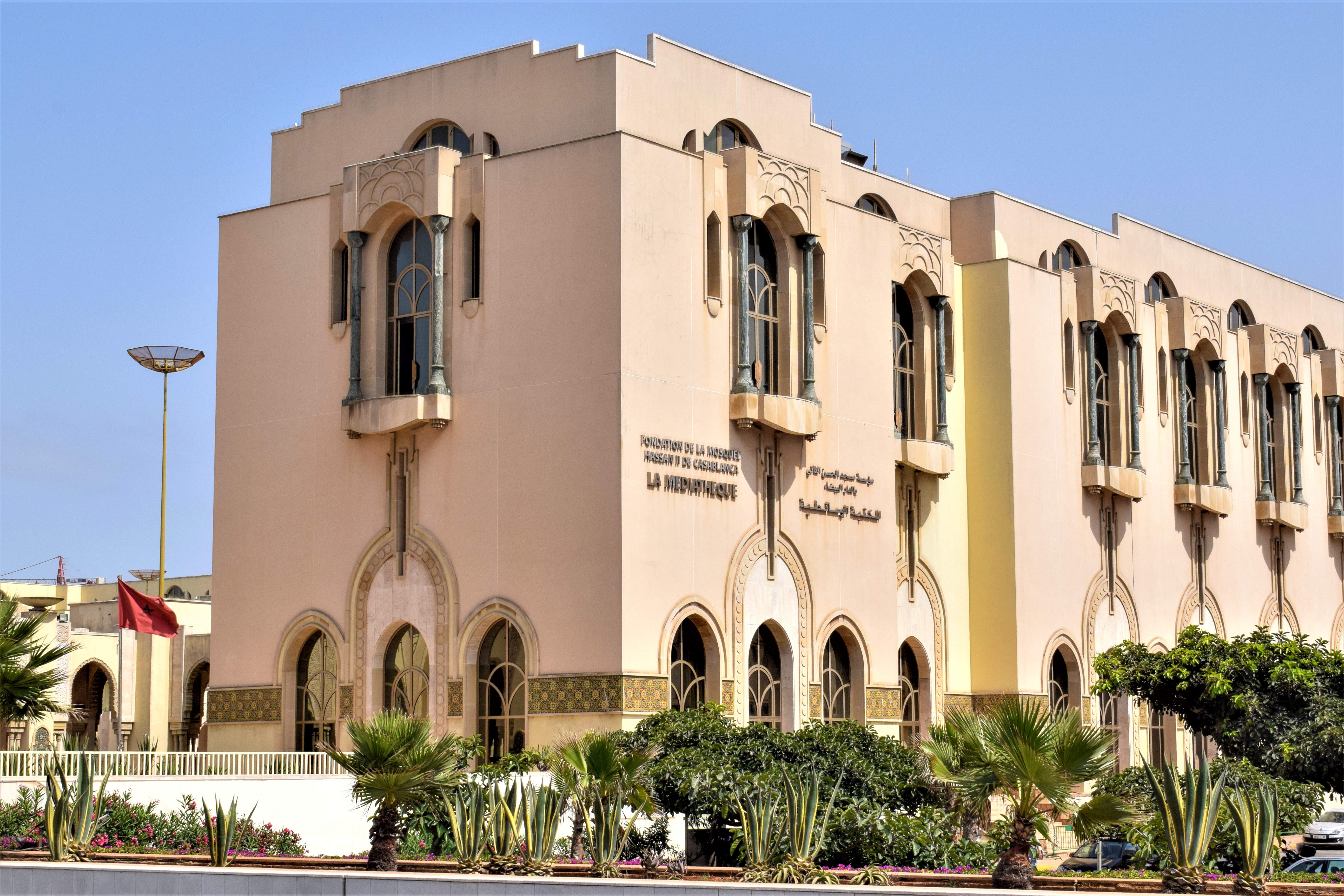
Edificio que alberga la Fundación de la Mezquita Hassan II de Casablanca

- Edificio que alberga la Fundación de la Mezquita Hassan II de CasablancaAntigua Catedral del Sagrado Corazón
- Parque de la Liga Árabe y parque Yasmina
- Museo de la Villa des Arts
- Plaza Mohammed V: con sus fachadas de inspiración andalusí y su entrada a la ciudad antigua coronada con una torre de inspiración toscana
- La medina antigua (Bab Marrakech y Bab Jédid)
- La nueva medina
- Las múltiples fachadas « Art decó » (especialmente en torno a la avenida Mohammed V, bulevar 11 de enero...).
- El mercado central
- La Corniche y sus playas (Aïn Diab): el paseo marítimo con sus playas y donde destaca el faro de El Hank. En esta zona hay abundantes hoteles y bares de marcha. En torno al faro están algunos de los mejores restaurantes de la ciudad
- El marabout de Sidi Abderrahman
- Derb Ghallef: un gran mercadillo, una caverna de Ali Baba en pleno aire
- Morocco Mall, el centro comercial más grande de África
- Museo Judío de Casablanca

## Filmografía

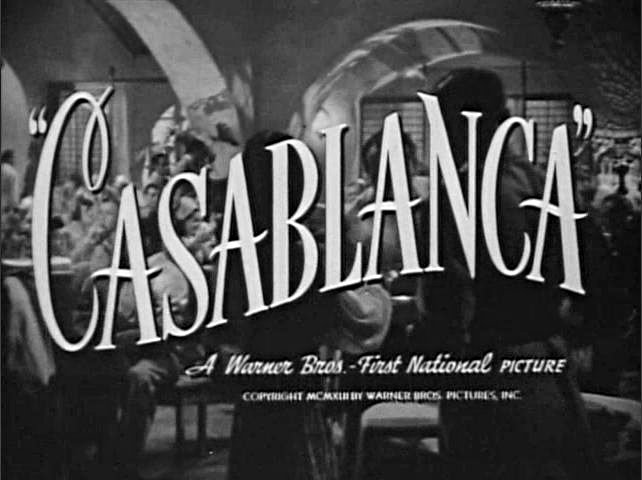
Título de la afamada película de 1942, Casablanca.

- Casablanca, película estadounidense de 1942 dirigida por Michael Curtiz, cosechó gran éxito al ser nominada a ocho Premios Oscar y ser ganadora de tres, incluida a mejor película.
- Una noche en Casablanca, película cómica estadounidense de los Hermanos Marx (1946).

## Deportes
Casablanca es la sede de los dos clubes de fútbol más populares de Marruecos y dos de los más importantes de África, el Raja y el Wydad de Casablanca. 
Ambos clubes disputan el derbi de Casablanca, nombre que recibe la rivalidad futbolística más importante del país. Los partidos entre los dos equipos se celebran tradicionalmente en el estadio Mohammed V y suele reunir a cerca de ochenta mil aficionados. Estos dos clubes han producido algunos de los mejores jugadores de Marruecos, como Salaheddine Bassir, Dolmy Abdelmajid, Zaki Baddou, Bouderbala Aziz y Noureddine Naybet.

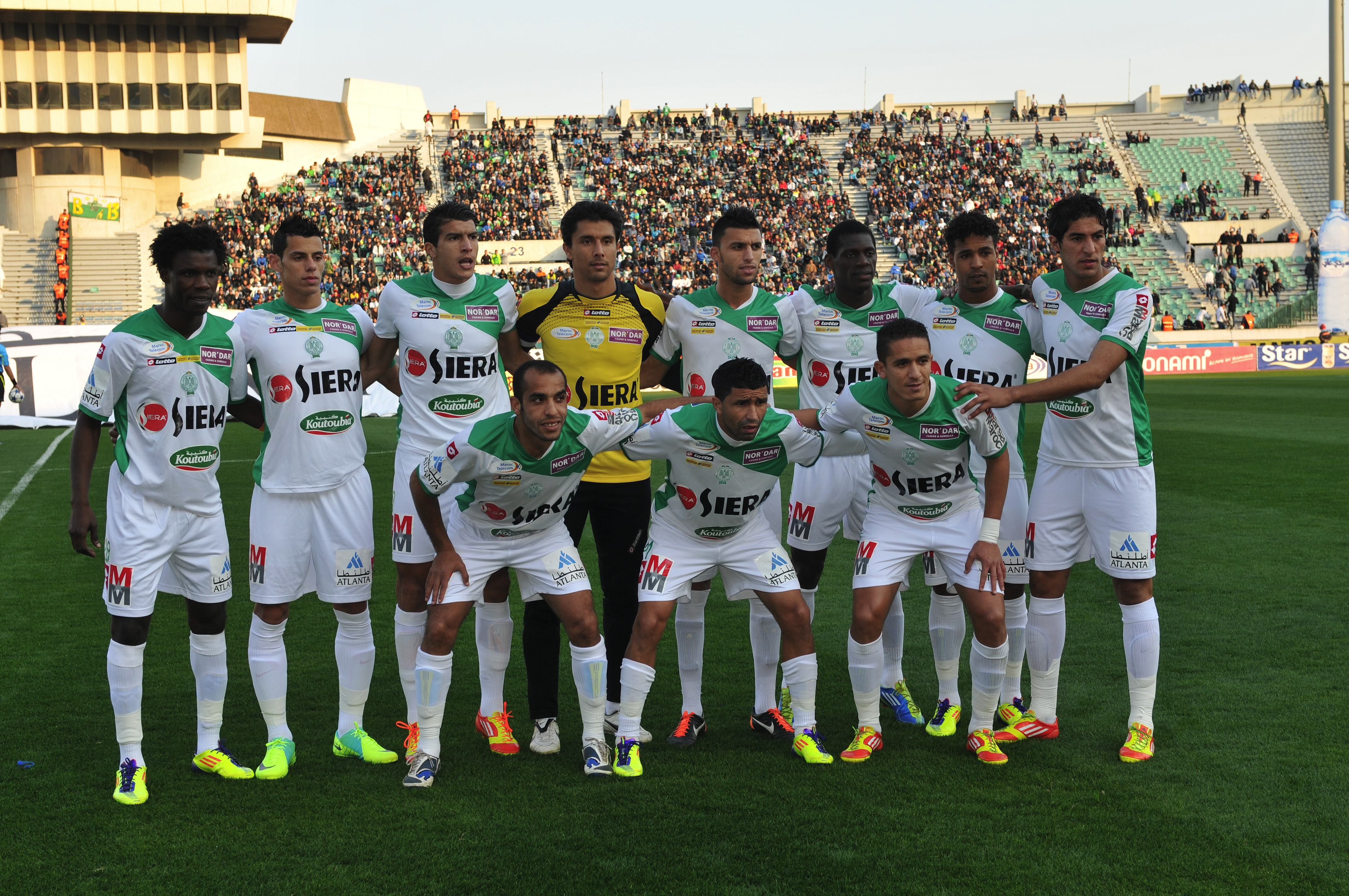
Raja Casablanca en 2012

Casablanca alberga el Grand Prix Hassan II, un torneo profesional de tenis masculino en el circuito ATP, llamado así en honor del exrey Hassan II de Marruecos. Su primera edición fue en 1986. Se juega sobre tierra batida en el complejo Al Amal. 
Ganadores notables de Grand-Prix Hassan II son: Thomas Muster en 1990, el marroquí Hicham Arazi en 1997, Younes El Aynaoui en 2002, el francés Gilles Simon en 2008 y el ex número 1 del mundo Juan Carlos Ferrero en 2009, seguido por el número 2 Stanislas Wawrinka en 2010.
Los tenistas que más veces han ganado son el argentino Guillermo Pérez-Roldán y el español Pablo Andújar con dos títulos cada uno.
| Predecesor: Split | Ciudad Mediterránea 1983 | Sucesor: Latakia |

### Tenis
Casablanca acoge el Grand Prix Hassan II, un torneo profesional de tenis masculino del circuito ATP. Comenzó en 1986 y se juega en canchas de tierra batida en el Complexe Al Amal. Los ganadores notables del Gran Premio Hassan II son Thomas Muster en 1990, Hicham Arazi en 1997, Younes El Aynaoui en 2002 y Stanislas Wawrinka en 2010. 

### La anfitriona
Casablanca fue sede de los Juegos Panárabes de 1961, los Juegos Mediterráneos de 1983 y los juegos de la Copa Africana de Naciones de 1988. Marruecos estaba programado para albergar la Copa Africana de Naciones 2015, pero decidió declinar debido a los temores de ébola. Marruecos fue expulsado y el torneo se celebró en Guinea Ecuatorial. Sin embargo, Marruecos acogerá la edición de 2025 después de que el anfitrión original, Guinea, fuera despojado de los derechos de organización debido a la falta de preparación y los retrasos en la preparación.[cita requerida]

## Educación
Casablanca cuenta con numerosas escuelas y universidades, tanto públicas como privadas, de presencia regional e internacional.
Las escuelas más destacadas son:
- Emlyon Business School
- Toulouse Buisness School

La capital económica de Marruecos, es uno de los centros internacionales donde se reúnen las principales empresas, museos, etc; siendo el principal foro cultural de la zona africana tras Alejandría en Egipto.

## Personas célebres

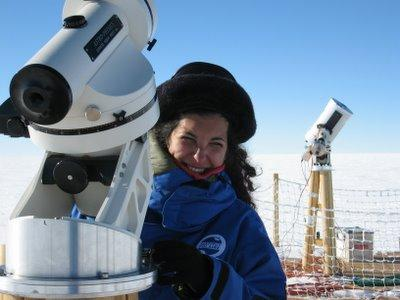
Merieme Chadid, astrónoma nativa de Casablanca.

- Abdesalam Laraki - diseñador y fundador del fabricante de automóviles Laraki.
- Salaheddine Bassir - futbolista marroquí.
- Larbi Benbarek - futbolista marroquí.
- Jean-Paul Bertrand-Demanes - futbolista francés.
- Jean-Charles de Castelbajac - diseñador de moda francés.
- Merieme Chadid - astrónoma marroquí.
- Gad Elmaleh - humorista y actor marroquí.
- Shatha Hassoun - cantante iraquí.
- Hicham Mesbahi - boxeador marroquí.
- Nawal El Moutawakel - atleta y campeona olímpica marroquí.
- Mostafa Nissaboury - poeta marroquí.
- Hakim Noury - director de cine marroquí.
- Maurice Ohana - compositor francés.
- Jean Reno - actor francés de Hollywood.
- Alain Souchon - compositor francés.
- Frank Stephenson - galardonado diseñador de automóviles.
- Sidney Taurel - director de CEO de Eli Lilly and Company, desde 1998 hasta 2008.
- Richard Virenque - ciclista francés.
- Abdallah Zrika - poeta marroquí.

## Ciudades hermanadas
- Chicago (Estados Unidos)[23]·[24]
- Shanghái (China)[25]
- Burdeos (Francia)
- Dubái (Emiratos Árabes Unidos)
- Roma (Italia)
- Estambul (Turquía)
- Montreal (Canadá)[26]
- Argel (Argelia)
- Bruselas (Bélgica)
- San Petersburgo (Rusia)[27]

Acuerdos de cooperación
- Marsella (Francia, desde el 27 de julio de 1998)[28]
- París (Francia, desde 2004)
- Barcelona (España, desde 2004)
- Praga (República Checa) desde 2025)